# Шкурка Михайло Сидорович
Шкурка Михайло Сидорович (18.11.1937, м. Лебедин Сумської обл. – верес. 2021, Київ) – краєзнавець-дослідник, науковець, інженер-землевпорядник. 

## Біографія
Народився в багатодітній родині розкуркулених селян Сидора Макаровича (1895–1990) і Мелани Миколаївни (1895–1961) Шкурок.
Навчався в Лебединській семирічній школі № 3 (1945–1952). Закінчив з відзнакою Маловисторопський сільськогосподарський технікум Лебединського району (1956), Харківський сільськогосподарський інститут ім. В. В. Докучаєва (1956–1961).
Працював інженером у київському інституті УкрНДІагропроєкт (1961-1965). 
У 1969 р. закінчив аспірантуру Харківського сільськогосподарського інституту ім. В. В. Докучаєва, захистив дисертацію і став кандидатом економічних наук (1970).
Протягом 1970–1993 рр. M. С. Шкурка завідував науковим відділом із проблем розвитку й капітального будівництва об’єктів АПК, раціонального використання землі в сільському будівництві. У цей час він активно займався дослідництвом, опублікував більше п’ятдесяти ґрунтовних розвідок.
1983 року йому присудили звання старшого наукового співробітника зі спеціальності «Економіка, організація управління і планування народного господарства».
Протягом 1995–2001 рр. М. С. Шкурка працював в Міністерстві аграрної політики України на посаді головного економіста департаменту іноземних інвестицій, займався створенням і чільних українсько-чехословацьких підприємств аграрного типу.
Автор понад п’ятдесяти публікацій з агрономічних проблем, зокрема двох книг («Розміщення тваринницьких комплексів в Україні», «Раціональне використання землі. Проєктування в будівництві об’єктів АПК»), статей у наукових збірниках.
Був активним діячем екологічного і краєзнавчого руху.
Після виходу на пенсію (2001) М. С. Шкурка почав займатися дослідженням історії старовинних поміщицьких садиб Полтавської та Сумської областей, у яких побував під час своїх подорожей в Україну Т. Г. Шевченко. З цієї теми опублікував понад двох десятків статей у періодичних виданнях України. Пошуково-краєзнавча площина його життєвих і творчих інтересів пов’язана з вивченням історії та культури рідного краю, призабутих пам’яток  і людських доль.

## Публікації М. С. Шкурки

### Окремі видання
- Псел : [маршрут водного путешествия по Пслу]. – Москва: Физкультура и спорт, 1986. – 32 с.: ил. – (Б-чка туриста-водника).

- Якби зустрілися ми знову…: публікації різних літ / передм. Г. М. Білик. – Київ; Полтава: ПП Шевченко Р. В., 2015. – 276 с.: іл.

### У книгах
- Ті трагічні для України 1930–1940-ві роки не оминули і нашу сім'ю // Ткаченко Б. І. Під чорним тавром: документи, факти, спогади. — 2-ге вид., допов.. — Суми: Мрія, 2008. — С. 358—365.

### У періодиці
- Романс Є. П. Гребінки «Очі чорнії» : повернення на історичну батьківщину // Рідний край: альманах / Полтав. нац. пед. ун-т. – 2009. – № 1. – С. 193–199.

- Велич і трагедія Павла Полуботка // Рідний край: альманах / Полтав. нац. пед. ун-т. – 2010. – № 2. – С. 167–173. [Архівовано 19 січня 2022 у Wayback Machine.]

- Село Михайлівка Лебединського району Сумської області у творчості видатних українських та російських художників // Рідний край: альманах / Полтав. нац. пед. ун-т. – 2011. – № 2. – С. 219–224.

- Михайло Петренко та його безсмертна пісня «Дивлюсь я на небо…» : до 195- річчя від дня народження поета // Літературна Україна (Київ). – 2012. – 9 серп. – С. 15.

- Михайлівка: мовчазні свідки далекої минувшини // Чумацький шлях. – 2013. – № 1. – С. 15–17.

- Шляхами першої туристичної шевченкіани на Полтавщині // Рідний край: альманах / Полтав. нац. пед. ун-т. – 2013. – № 1. – С. 109–120.

- Лебединське літо в житті і творчості Сергія Рахманінова // // Рідний край: альманах / Полтав. нац. пед. ун-т. – 2013. – № 2. – С. 151–158.

- Лебединське літо композитора : [Сергій Рахманінов у Лебедині] // Літературна Україна. – 2013. – 10 жовт. – С. 11.

- Тарас Шевченко і Лебединщина: зустріч перша, вона ж і остання // Рідний край: альманах / Полтав. нац. пед. ун-т. – 2015. – № 1. – С. 136–140.

- Кобзар на Лебединщині // Літературна Україна. – 2015. – 12 берез. – С. 5.